# Casa Ramon Traveria
La Casa Ramon Traveria és una obra de Sant Hipòlit de Voltregà (Osona) inclosa a l'Inventari del Patrimoni Arquitectònic de Catalunya.

## Descripció
Casa de planta quadrangular, situada al carrer de Mallol, i que, com la majoria de construccions d'aquest carrer, consta de planta baixa, un pis i un segon pis construït posteriorment. La teulada és de teula àrab i de dues vessants. La façana principal mostra, com altres cases de paraires de Sant Hipòlit, una porta i una finestra amb llinda, a la mateixa alçada. Al primer pis també hi ha una altra llinda doble, sostinguda per una columna de pedra que divideix dues finestres

## Història
Aquesta construcció data de mitjans de segle xviii (1752). Els seus trets responen als típics d'una casa de teixidors: un portal que dona a un espai apte per a treballar i un pis habitat. La casa ha estat objecte d'una important reforma consistent en alçar un pis, però s'ha intentat respectar l'estructura, tot repetint al segon pis el mateix sistema de doble finestra que hi ha al primer pis.